# Bonitet
Bonitet er et mål for en agerjords ydeevne. Bonitet er mængden af korn, træ eller andet, der kan dyrkes på en given jord.
Begrebet hartkorn, som brugtes ved beskatning af jord, er et eksempel på brug af bonitet.